# Îles Tambelan
Les îles Tambelan sont un groupe d'îles indonésiennes situées au large de la côte ouest de l'île de Bornéo, juste au nord de l'équateur. Géographiquement, elles font partie de l'archipel des Îles Tujuh (en), et administrativement, de la province des Îles Riau. Les principales îles sont Tambelan Besar ("Grande Tambelan"), Mendarik, Uwi, Benua et Pejantan.